# Here Come the ABCs
Here Come the ABCs è l'undicesimo album del gruppo musicale statunitense They Might Be Giants, pubblicato nel 2005 dall'etichetta discografica Disney Sound.

## Il disco
L'album ha avuto molto successo e ne è stato realizzato anche un DVD. Le tracce si differenziano dagli altri album perché molte contengono delle lettere, come L M N O, etc e le tracce sono incredibilmente ben 25, perché alcune durano poco, uno o due minuti; sono anche umoristiche.

## Tracce
- 1 - Here Come The Abcs
- 2 - Alphabet Of Nations
- 3 - E Eats Everything
- 4 - Flying V
- 5 - Q U
- 6 - Go For G!
- 7 - Pictures Of Pandas Painting
- 8 - D & W
- 9 - Fake-Believe
- 10 - Can You Find It
- 11 - The Vowel Family
- 12 - Letter Not A Letter
- 13 - Alphabet Lost And Found
- 14 - I C U
- 15 - Letter Shapes
- 16 - Who Put The Alphabet In Alphabetical Order
- 17 - Rolling O
- 18 - L M N O
- 19 - C Is For Conifers
- 20 - Fake-Believe (Type B)
- 21 - D Is For Drums
- 22 - Z Y X
- 23 - Goodnight My Friends
- 24 - Clap Your Hands
- 25 - Here In Higglytown